# Curenții spațiului
Curenții spațiului (1952) (titlu original The Currents of Space) este un roman științifico-fantastic scris de Isaac Asimov. Din punct de vedere al cronologiei interne este al doilea din Seria Imperiul Galactic, dar a fost scris ultimul. Acțiunea celor trei cărți ale seriei se petrece după ce oamenii au colonizat multe lumi ale galaxiei - după al doilea val de colonizare, care a ajuns dincolo de lumile spațiene - și înaintea declinului care constituie cadrul Seriei Fundația. Legătura dintre aceste trei romane și celelalte sunt vagi, acțiunile lor fiind despărțite de mari intervale de timp. 

## Povestea
Povestea are loc în contextul creșterii puterii planetei Trantor de la o putere regională la un mare imperiu galactic în care se găsesc milioane de lumi unificate. Această poveste are loc în jurul anului 11000 AD (inițial 34500 AD, potrivit cronologiei lui Asimov de la începutul anului 1950), atunci când Imperiul Trantorian cuprindea aproximativ jumătate din galaxie.
Planeta independentă Sark exploatează planeta Florina de pe care transportă o substanță numită „kyrt”, o fibră versatilă și fluorescentă, care poate fi cultivată doar pe Florina. Relația dintre cele două planete este similară cu legăturile care existau între puterile europene imperiale și coloniile lor în timpul secolului al XIX-lea, deoarece cei de pe planeta Florina sunt obligați să lucreze pe terenurile cultivate cu „kyrt” și sunt tratați ca o rasă inferioară de către cei de pe Sark. Încercările de a sparge monopolul planetei Sark și de a crește „kyrt” pe alte planete n-au avut niciun rezultat de generații întregi. Între timp, Trantor intenționează să alipească aceste două lumi imperiului său în creștere.
Dominația Sarkului asupra Florinei ascunde o ironie: o paralelă evidentă cu Sudul American în care bumbacul este cultivat folosind munca sclavilor. Florienii sunt unul dintre popoarele cu pielea cea mai albă dintr-o galaxie în care categoriile rasiale par a fi fost uitate, cu excepția locuitorilor Sarkului. Unul dintre personaje, Dr. Selim Junz, care este originar de pe Libair - o planetă al cărei popor are una dintre cele mai întunecate piei - simte simpatie pentru florieni. (Numele planetei Libair este derivat de la cel al țării africane Liberia, ceea ce explică moștenirea genetică a pigmentului pielii. Liberia a fost colonizată de sclavi americani eliberați.) Numele ales de Asimov, "kyrt", prezintă analogii cu "cotton" (bumbac), respectiva fibră conținând celuloză.
Analistul Rik, amnezic în urma folosirii asupra sa a unei sonde psihice, prezisese posibila distrugere a Florinei. Odată cu recuperarea sa, începe o criză care implică planetele Sark, Florina și Trantor. Originar de pe Pământ, Rik descoperise că soarele Florinei este pe punctul de a se transforma în novă deoarece a fost alimentat cu carbon de un "curent al spațiului". Astfel, se află că lungimea de undă specială emisă de soarele Florinei a cauzat creșterea kyrtului de foarte bună calitate pe această planetă și nu a permis cultivarea lui altundeva (există extrem de puține stelele pe punctul de a deveni nove care să fie orbitate de planete locuibile).
Deoarece pierderea Florinei ar implica pierderea bogăției sale, Sark refuză să accepte mesajul. Dar, când locuitorii planetei își dau seama că bogăția e oricum pierdută, deoarece acum se cunosc condițiile care duc la creșterea kyrtului și acestea pot fi duplicate în altă parte, își revizuiesc atitudinea. Când Trantor se oferă să cumpere întreaga planetă la un preț exorbitant, oferta este acceptată pe loc.
Deși încă nu a devenit cu adevărat un imperiu galactic, Trantor controlează acum Pământul radioactiv. Evacuarea Pământului este menționată, dar Rik o respinge categoric, insistând că aceea e planeta de origine a rasei umane.

### Capitolele cărții
| Prolog: Cu un an înainte 1. Copilul de pripas 2. Oficialul 3. Bibliotecara 4. Rebelul 5. Savantul 6. Ambasadorul 7. Patrula 8. Doamna 9. Seniorul | 10. Fugarul 11. Căpitanul 12. Detectivul 13. Navigatorul 14. Renegatul 15. Captivul 16. Acuzatul 17. Acuzatorul 18. Biruitorii Epilog: Un an mai târziu |

## Opinii critice
Recenzorul de la Galaxy, Groff Conklin a considerat că romanul reprezintă "unul dintre cele mai mic eforturi ale lui Asimov, dar, cu toate acestea, peste media altor scrieri space opera." Boucher și McComas au văzut în Curenții spațiului un pas înainte față de operele anterioare ale lui Asimov, descriind cartea ca "divertisment de primă clasă cu o intrigă croită cu mult mai multă îndemânare decât operele anterioare ale lui Asimov, fiind o poveste de suspans plină de nerv, complexă și mereu surprinzătoare.

## Acuratețe științifică
Ideea "curenților spațiului" care duc la explozia stelelor este creativă, dar a fost discreditată de descoperirile științei moderne în deceniile care au urmat publicării romanului. Există două tipuri de fuziune stelară, una care implică prezența atomilor de carbon pe post de catalizator și alta care implică reacția proton-proton. Aceste procese depind doar de dimensiunea și temperatura stelei, doar stelele gigante folosind ciclul carbonului. La ora actuală, se consideră că stelele care au planete locuibile nu pot deveni nove, dar vor deveni gigante roșii la sfârșitul perioadei lor de viață.

## Traduceri în limba română
- 1994 - Curenții spațiului, Ed. Teora, Colecția SF nr. 4, traducere Florin Șlapac, 224 pag., ISBN 973-601-129-1
- 1999 - Curenții spațiului, Ed. Teora, Colecția SF nr. 4, traducere Florin Șlapac, 224 pag., ISBN 973-601-129-1
- 2014 - Imperiul III: Curenții spațiului (cartonată), ed. Paladin, traducere Nicu Gecse, 272 pag., ISBN 978-606-9637-2-0